# Harriet van Ettekoven
Harriet van Ettekoven (Zandvoort, 6 januari 1961) is een Nederlands roeister. Ze vertegenwoordigde Nederland bij verschillende grote internationale wedstrijden. Zo nam ze driemaal deel aan de Olympische Spelen en won hierbij in totaal één bronzen medaille.
In 1984 nam ze op 23-jarige leeftijd deel aan de Spelen van Los Angeles. De roeiwedstrijden werden gehouden op het Lake Casitas. Ze kwam hierbij uit op de roeionderdelen twee zonder stuurvrouw en acht met stuurvrouw. Bij de twee zonder stuurvrouw werd ze met roeipartner Lynda Cornet vierde in de finale en bij de acht met stuurvrouw won ze een bronzen medaille. Met een tijd van 3.02,92 eindigde de Nederlandse acht met stuurvrouw achter de boten uit de Verenigde Staten (goud; 2.59,80) en Roemenië (zilver; 3.00,87). Vier jaar later kwam ze bij de Olympische Spelen van 1988 in Seoel uit op de skiff. Via 7.56,80 in de series en 7.48,84 in de halve finale plaatste ze zich voor de finale. Daar behaalde moest ze met 7.57,29 genoegen nemen met een vierde plaats. Bij haar laatste olympische deelname op de Spelen van Barcelona werd ze opnieuw vierde, ditmaal op de dubbel vier.
In totaal won ze viermaal de Skiffhead, namelijk in 1986, 1987, 1988 en 1989.
In haar actieve tijd was ze aangesloten bij de Heemsteedse roei- en zeilvereniging Het Spaarne en de Amsterdamse studentenroeivereniging Nereus. Van Ettekoven is getrouwd met Nico Rienks; samen hebben zij twee zoons, Rik en Ralf, die eveneens actief roeiers zijn.

## Palmares

### Roeien (skiff)
- 1986: 11e WK - 7.52,80
- 1988: 4e OS - 7.57,29
- 1989: 5e WK - 7.42,71
- 1990: 5e Wereldbeker I - 8.16,30
- 1990: 10e Wereldbeker II - 7.12,54
- 1990: 4e Wereldbeker III - 7.34,23
- 1990: 7e Wereldbeker IV - 7.30,17
- 1990: 4e Wereldbeker V - 7.27,61
- 1990: 4e WK - 7.30,06
- 1991: 5e Wereldbeker II - 8.55,20
- 1991: 12e Wereldbeker III - 8.16,47
- 1991: 4e Wereldbeker V - 7.26,64
- 1991: 6e Wereldbeker VI - 8.24,43
- 1991: 7e WK - 8.37,95

### Roeien (dubbel vier)
- 1985: 6e WK - 6.40,12
- 1992: 4e OS - 6.32,40

### Roeien (twee zonder stuurvrouw)
- 1983: 8e WK - 3.33,59
- 1984: 4e OS - 3.44,01
- 1987: 9e WK - 8.53,78

### Roeien (acht met stuurvrouw)
- 1984:  OS - 3.02,92

Lynda Cornet · 
Harriet van Ettekoven
Lynda Cornet · 
Marieke van Drogenbroek · 
Harriet van Ettekoven · 
Greet Hellemans · 
Nicolette Hellemans · 
Catalien Neelissen · 
Anne-Marie Quist · 
Wiljon Vaandrager · 
Marty Laurijsen (stuurvrouw)
Laurien Vermulst · 
Marjan Pentenga · 
Anita Meiland · 
Harriet van Ettekoven